# Nuphar puberula
Nuphar puberula là một loài thực vật có hoa trong họ Nymphaeaceae. Loài này được (G.S. Mill. & Standl.) Standl. miêu tả khoa học đầu tiên năm 1931.